# SuperMix
SuperMix foi um canal de televisão brasileiro fundado em 30 de agosto de 2012. Inicialmente, o canal tinha seis horas de programação da Mega TV e dezoito horas da programação da Mix TV, na época ele era uma extensão dos dois canais. Devido a nova lei SeAC da TV paga imposta pela Agência Nacional do Cinema (Ancine), que proíbe a vendas de produtos em um período maior que seis horas, em 7 de dezembro de 2012 o canal foi reformulado, deixando de exibir os infomerciais e transmitindo programas originais.
A partir de 3 de novembro de 2014, o canal foi descontinuado e cedeu o seu lugar para o canal principal Mix TV, o sinal aberto da Mix TV foi ocupado pelo canal RBI. 